# Лис Асија
Лис Асија (3. март 1924 — 24. март 2018) била је швајцарска певачица шлагера и прва победница Песме Евровизије 1956. године. Представљала је Швајцарску на Песми Евровизије 1957. и 1958. године.

## Биографија
Као млада бавила се плесом али се потом окренула певању. 1956. године победила је на првом такмичењу за Песму Евровизије, на којем је певала за Швајцарску са песмом "Refrain". Те године је представљала Швајцарску и са песмом "Das alte Karussell" (1956. године свака држава је слала две песме). Такође је била учесник њемачког националног финала 1956. године. На Песму Евровизије се вратила још два пута. Први пут 1957. када је била предзадња са Белгијом певајући песму "L'enfant que j'étais".
Други пут се вратила 1958. године са песмом "Giorgio". Тада је била друга са 24 освојена бода (само 3 мање од победника Андреа Клавоа).
Велику популарност широм света јој је донела песма "O mein Papa".
2005. године, Асија је наступила на 50. годишњици Песме Евровизије, а 2015. године на 60.-ој годишњици Грејам Нортон ју је крунисао краљицом Евровизије. Била је специјална гошћа Песме Евровизије 2008. у Београду.
2011. године се такмичила на швајцарском националном избору за Песму Евровизије 2012. године са песмом "C'était ma vie", међутим није победила на националном избору па се у Бакуу појавила само као специјална гошћа. 2013. се са хип-хоп бендом New Jack пријавила на швајцарски национални избор за Песму Евровизије 2013. године са песмом "All In Your Head", али нису ушли у конкуренцију. Такође постојале су гласине да ће представљати Сан Марино на Песми Евровизије 2013. године међутим представљала га је Валентина Монета.

## Лични живот
Асија се удала за Јохана Хенрика Кунца 11. јануара 1957. у Цириху. Кунз је умро само девет месеци касније након борбе са тешком болешћу. Поново се удала за Оскара Педерсена 1963. Педерсен је умро 1995. године.

## Смрт
Умрла је 24. марта 2018. године у Цириху.

## Дискографија
- (2011.)

## Филмографија
- Ein Mann Vergißt Die Liebe (1955)
- Schlager Parade